# رضوان الشابی
رضوان الشابی (عربی: رضوان الشابي؛ زادهٔ ۸ اوت ۱۹۸۵) کشتی‌گیر اهل تونس است.
وی در وزن ۱۲۰ کیلوگرم کشتی فرنگی بازی‌های المپیک تابستانی ۲۰۱۲ شرکت کرده‌است.